# Paul Ngadjadoum
Paul Ngadjadoum, född 20 oktober 1957, är en friidrottare från Tchad. Han deltog vid olympiska sommarspelen 1988.